# Diều đuôi nhạn
Diều đuôi nhạn (tên khoa học Elanoides forficatus) là một loài chim trong họ Accipitridae. Đây là loài chim săn mồi có kích thước trung bình (khoảng 400 - 600 gram) và là loài duy nhất trong chi Elanoides.

## Hình ảnh

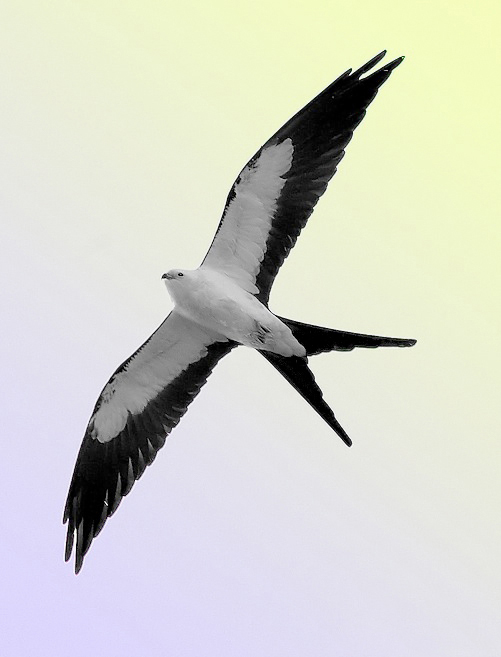
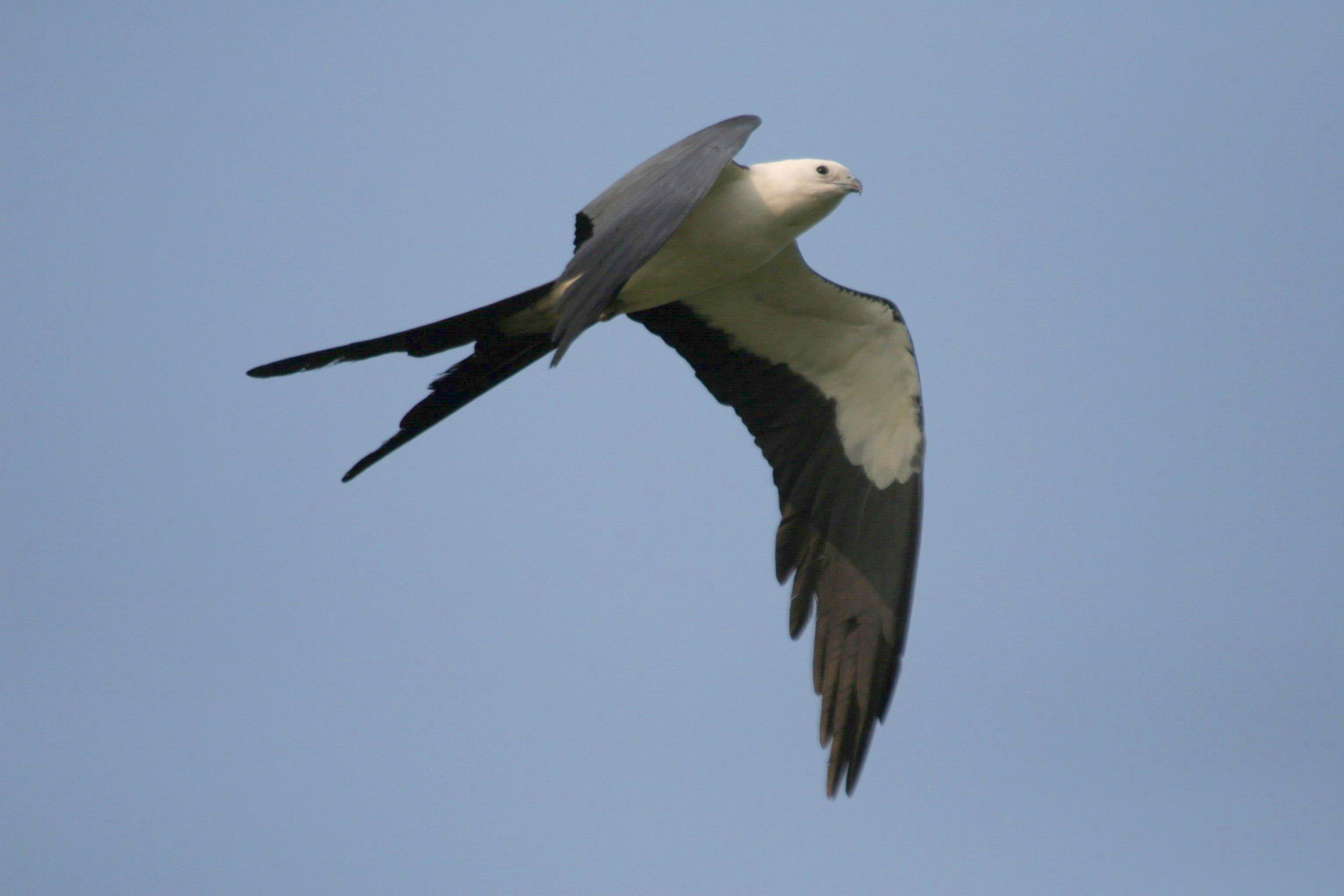
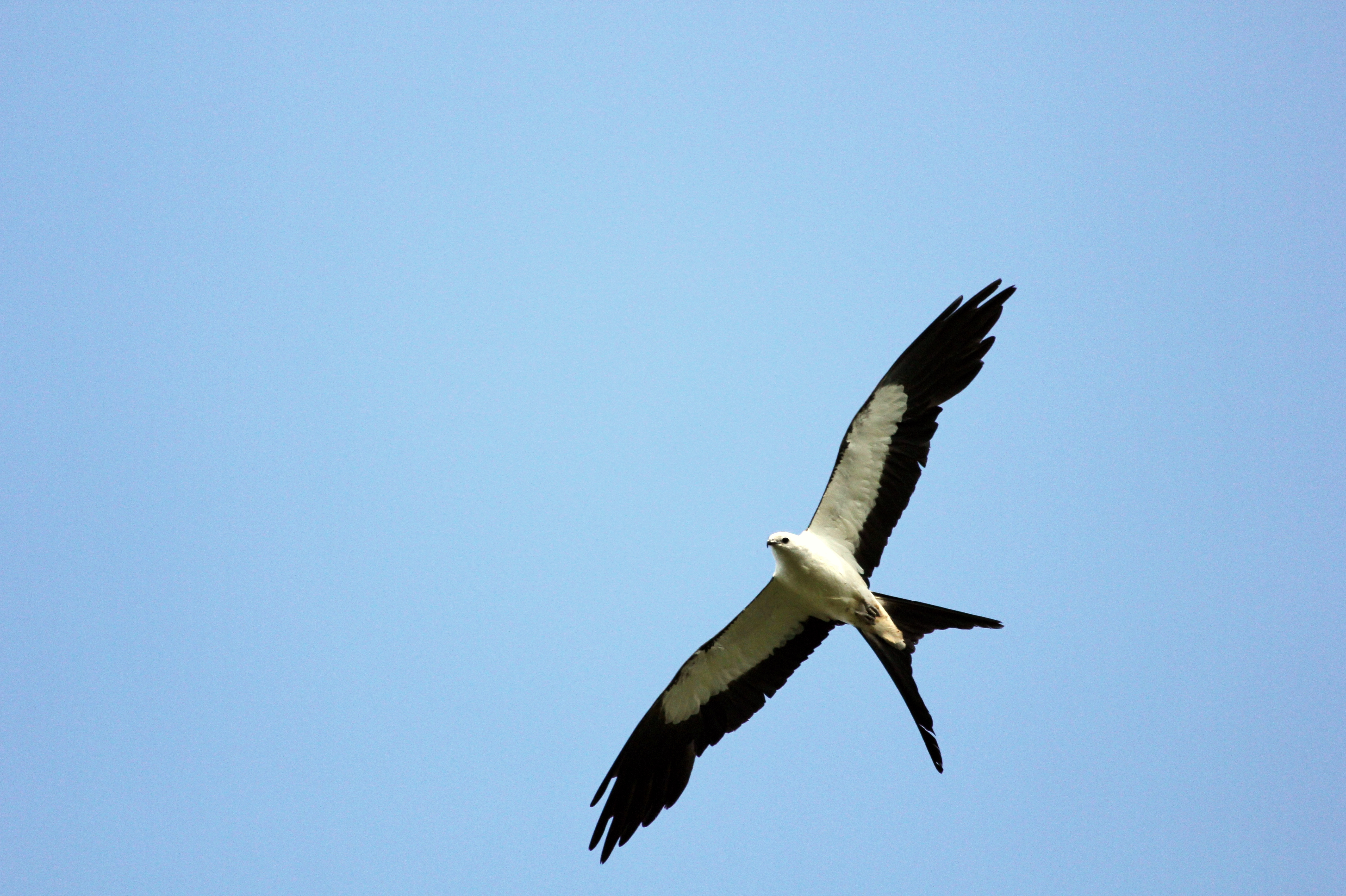
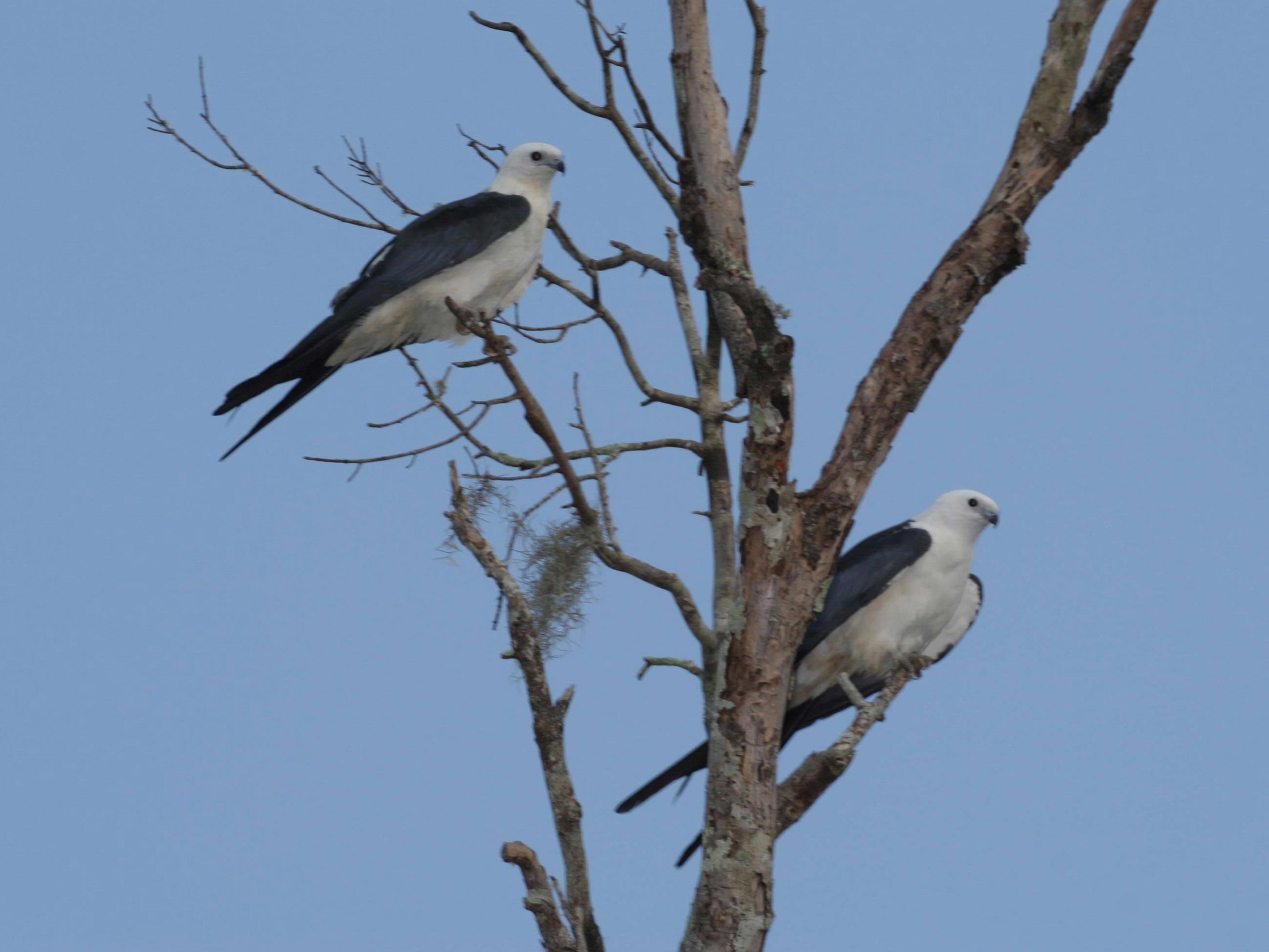
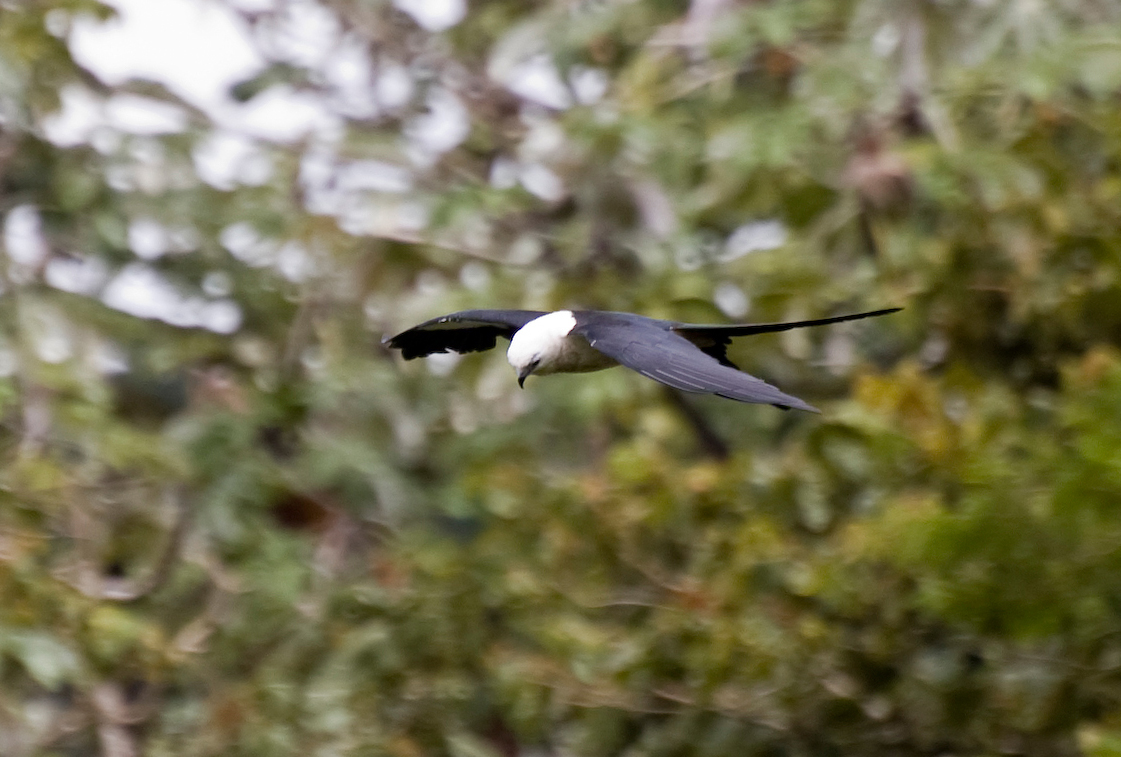